# 密苏里号核潜艇 (SSN-780)
密苏里号(SSN-780) 是第七艘弗吉尼亚级攻击型核潜艇，是美国海军第四艘以密苏里州命名的船只。 它比规定时间提前九个月完成交付，费用也比预想花得少。
该艇的合约2003年8月14日交给了康涅狄格州的通用动力的电船分部2008年9月27日放龙骨。 2009年11月下水，命名仪式于12月5日进行。命名者是Becky Gates，当时的美国国防部长盖茨的夫人。 

## 照片集

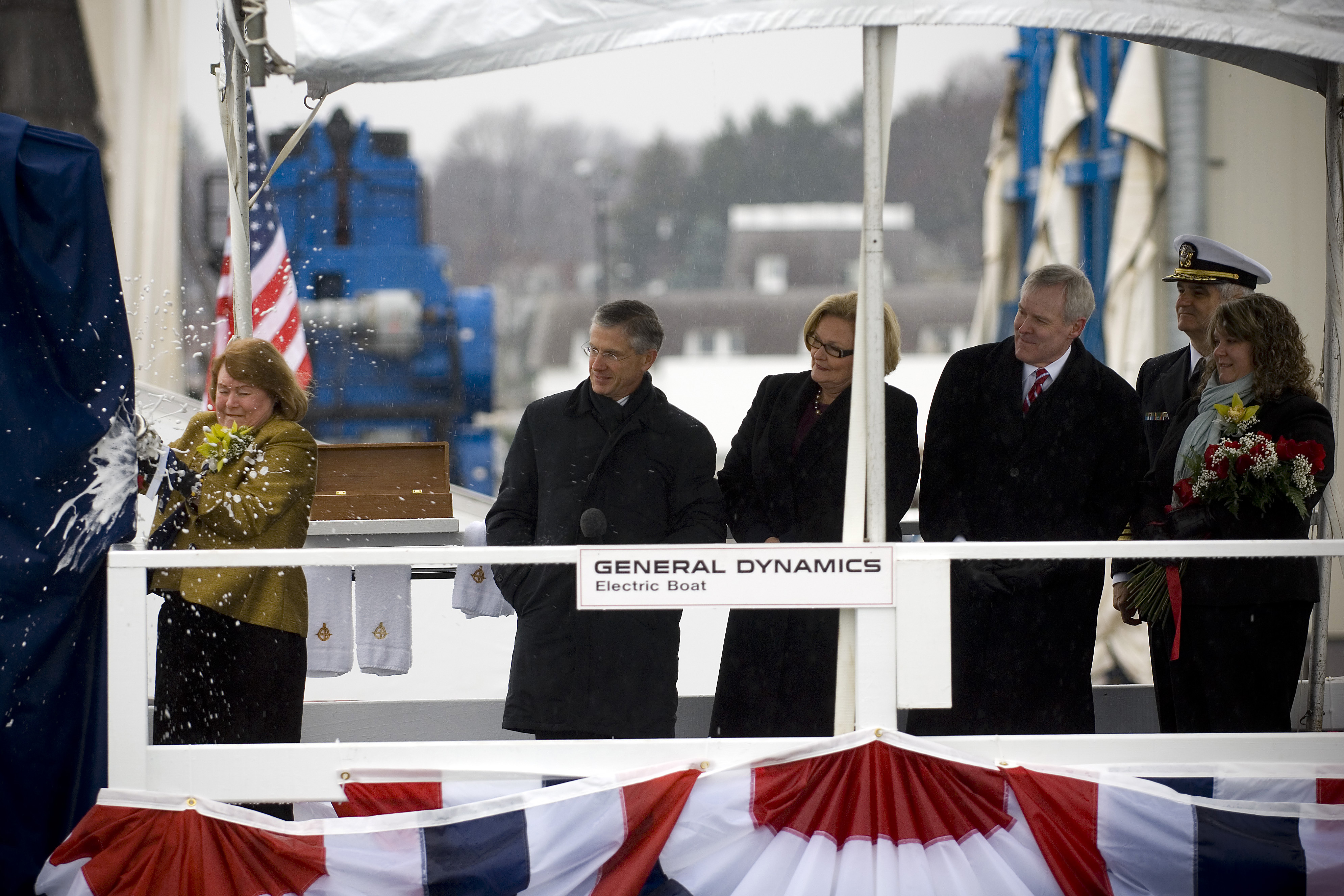
里貝卡·蓋茨在康乃狄克州格羅頓出席密苏里号命名儀式。